# René Bianchi
René Bianchi (Renato Bianco), allmänt känd som Maître René ('Mäster René'), var en fransk parfymör. Han var anställd som hovparfymör hos Frankrikes drottning Katarina av Medici.
Han var beryktad och misstänkt för att i realiteten fungera som Katarinas giftblandare. Inte mycket konkret är känt om hans liv. Han var född i Italien och är bekräftad som anställd i Katarinas hushåll senast 1547. Han ska ha deltagit aktivt i Bartolomeinattens massakrer 1572 och dog 1578. Hans söner dömdes till döden år 1586.